# エネルギー
物理学において、エネルギー（独: Energie）またはエナジー（英: energy）は、仕事をすることのできる能力のことを指す。物体や系が持っている仕事をする能力の総称。エネルギーのSI単位は、ジュール（記号：J）である。

## エネルギーの単位
国際単位系におけるエネルギー、仕事 (物理学)および熱量の単位はジュール (J) である。日本の計量法においても、仕事、熱量、電力量の法定計量単位は、ジュール、ワット秒またはワット時である。
計量法は、栄養学や食品の分野における熱量の計量に限ってカロリー (cal) の使用を認めている。1999年10月以降、カロリーは正確に 4.184 J である。
国際単位系は、カロリーの使用を全く認めていない。1948年の第9回国際度量衡総会は、「熱測定の実験結果は、できるだけジュールで表すこと、やむなくカロリーで表す場合は、ジュールとの換算値を示すこと」を要請したが、日本では依然としてカロリーが頻繁に使われている。
エネルギーの単位とその分類は国際単位系国際文書および計量法の規定によれば、次のようになっている。
- SI組立単位
  - ジュール（J）
  - ワット秒（Ws または W・s）= ジュール  （法定計量単位）
- 法定計量単位である非SI単位
  - ワット時（Wh または W・h） = 3600 J    （ キロワット時 (kWh または kW・h) （= 3.6 MJ）は、SI接頭語を付した単位の一例である。）
- SI併用単位
  - 電子ボルト (eV) = 1.602176634×10−19 J（正確に）　 （ただし、法定計量単位ではない。）

- 特殊の計量に用いる法定計量単位（「人若しくは動物が摂取する物の熱量又は人若しくは動物が代謝により消費する熱量の計量」に限って使用できる。）
  - カロリー（= 4.184 J）、キロカロリー、メガカロリー、ギガカロリー（キロ、メガ、ギガ以外のSI接頭語を付することはできない。）
- ヤード・ポンド法の単位（航空関係、法定計量単位と併記した輸入品の一部に限られる。）
  - 英熱量 (Btu) = （正確に）1055.06 J [8]

- 取引・証明での使用が禁止されている単位
  - エルグ (erg) = 10−7 J   （1995年9月30日までは、法定計量単位であった。）
  - 石油換算トン (toe) = 41.868 GJ
  - 石炭換算トン (tce) = 29.3076 GJ

## 語源
現在用いられているようなエネルギーという概念が確立したのは19世紀後半のことであるが、概念の確固たる成立はともかくとして、「エネルギー」という用語は、19世紀のはじめ、トマス・ヤングが1807年に著書『自然哲学講義』(英: A Course of Lectures on Natural Philosophy) の中で、従来使われていた「力」を意味するラテン語 vis の代わりとして提案された。
「エネルギー」の語源となったギリシア語の ἐνέργεια (ギリシア語ラテン翻字: energeia) は、ἐνεργός(ギリシア語ラテン翻字: energos) に由来する。これは、ἐν（エン）と ἔργον（エルゴン）を組み合わせた語で、ἐν は前置詞、ἔργον (ギリシア語ラテン翻字: ergon) は「仕事」を意味する語である。つまり、「物体内部に蓄えられた、仕事をする能力」という意味の語である。エネルギーという概念は「仕事」という概念と深い関わりがあるのである。
このようにエネルギーという語・概念は「物体が仕事をなし得る能力」を意味したが、その後、自然科学の説明体系が変化し、熱・光・電磁気もエネルギーを持つことが知られるようになり、さらに、質量までがエネルギーの一形態である、と理解されるようになった。

## 歴史
現代において「エネルギー」という語で呼ばれている概念には、ひな形（あるいは萌芽と呼んでもよいもの）があり、その概念は、ヨーロッパ近世においては「エネルギー」とは呼ばれておらず、ラテン語 で vis（ウィス、力の意）と呼ばれていた。この概念が様々な経緯を経て、現在の「エネルギー」という概念に似たものに変化してゆくことになった。
1600年頃のこと、ガリレオ・ガリレイは、釘の頭に（金づちよりもはるかに）重い物（石など）をのせても、釘は木の中にめりこんでゆかないのに、それよりも軽い金づちでも振って打つだけで、釘が木材に入ってゆく、ということを、ひとつの問題として取り上げ、運動する物体には何らかの固有の「ちから」がある、との考え方を示した。
デカルトは、1644年に出版された著書において、衝突という現象においては、物体の重さと速さの積（現在の式で言えば、おおよそ mv に相当するような量）が保存されるとし、この量こそが物体の持つ「ちから」である、と述べ、この量は保存されている、と主張した。
ライプニッツは、重さと速さの二乗の積（現在の式で言えば、おおよそ mv2 に相当する量）こそが「ちから」である、とし、この量が保存されている、と主張した。なお当時、静力学の分野では、vis mortua（死んだ力）という概念があったが、その概念と対比ししつつ、ライプニッツはその力 mv2 を vis viva（生きている力、活力）と呼んだ。
デカルトの考え方とライプニッツの考え方では、数式上異なった結論が導き出される。デカルト派の人々とライプニッツ派の人々の間で「ちから」の解釈に関する論争が起き、この論争は実に50年ほども続いた。この論争を活力論争と言う。
この問題についてレオンハルト・オイラーは、1745-50年頃執筆された手稿「自然哲学序説」の中で (1) 両主張の差異は運動と力の関係を同一時間で比較するのか({\displaystyle mv})または同一距離で比較するのか({\displaystyle mv^{2}})の違いであること、(2) 慣性を物体に内在する「力」に置き換えることが誤りであること、を示している。
その後、ガスパール＝ギュスターヴ・コリオリが、活力が {\displaystyle mv^{2}/2} であることを示した。これは、今日で言うところの「運動エネルギー」に相当することになる。
一方、1840年代に入るとロベルト・マイヤーやジェームズ・プレスコット・ジュールがエネルギー保存の法則の存在に気づき、1847年にヘルマン・フォン・ヘルムホルツがこれを熱力学の第一法則とし、1850年にはルドルフ・クラウジウスが熱力学の第一法則の定式化を行った。また、1824年にはサディ・カルノーが熱力学第二法則につながる発見をし、1850年代にはクラウジウスとウィリアム・トムソン（ケルヴィン卿）がそれぞれ独自に熱力学第二法則を導きだした。
また、諸説あるがワトソンワトソンも

## 熱力学
熱力学において、ある条件の元で仕事として取り出すことのできるエネルギーとして自由エネルギーが定義される。自由エネルギーには、ヘルムホルツの自由エネルギーとギブズの自由エネルギーの 2 つがある。ヘルムホルツの自由エネルギーは等温操作によって熱力学系から得られる仕事の最大値として定義される。ギブズの自由エネルギーは等温等圧操作によって得られる仕事の最大値を与える。
自由エネルギーは、適切な変数の下では平衡状態の熱力学系のすべての情報を持った関数、すなわち熱力学ポテンシャルとなる。また、平衡状態は自由エネルギーが極小である状態として実現する。このように、自由エネルギーは理論的な道具として良い性質を持った量である。
一方、工学などの応用領域においては、熱力学系で仕事に寄与する有効エネルギーのみに意味があり、それを評価する量としてエクセルギーが考案されている。反対に、熱力学系の仕事に寄与せず捨てられる無効エネルギーをアネルギーと呼ぶ。カルノー効率によれば、エクセルギーとアネルギーの発生割合は、高温側の熱源と低温側の熱源の温度比のみで規定されている。

## 古典力学
力学においては、質点の持つエネルギーは運動エネルギーと位置エネルギーに分類される。運動エネルギーは粒子の運動量に依存するエネルギーで、ニュートン力学では
{\displaystyle K({\boldsymbol {p}}):={\frac {\left|{\boldsymbol {p}}\right|^{2}\!\!}{2m}}\,{\overset {{\boldsymbol {p}}=m{\boldsymbol {v}}}{=\!=}}\,{\frac {1}{2}}m|{\boldsymbol {v}}|^{2}}
と定義される。ここで K は運動エネルギー、p は運動量、m は質量、v は速度である。また、|·| は絶対値を表し、太字の量はベクトル量を表す。
位置エネルギーは質点の位置に依存するエネルギーで、特に質点が持つ位置エネルギーは、その質点の位置を変数とする関数として定義される。
位置エネルギーを表す文字としては、しばしば V や U、Φ や φ が用いられる。
粒子の持つエネルギーを一般化して、1 つの力学系に対してエネルギーを定義できる。
運動エネルギーに関しては、各粒子が持つ運動エネルギーの和が系の運動エネルギーに対応する。
{\displaystyle K({\boldsymbol {p}}_{1},\dots ,{\boldsymbol {p}}_{N})=\sum _{i=1}^{N}{\frac {|{\boldsymbol {p}}_{i}|^{2}\!\!}{2m_{i}}}.}
ここで N は系の粒子数であり、pi は i 番目の粒子の運動量、mi は i 番目の粒子の質量である。
位置エネルギーは、各粒子の位置を変数とする関数として定義される。多くの場合、位置エネルギーは 1 体のポテンシャルと 2 体のポテンシャルを用いて、
{\displaystyle \Phi ({\boldsymbol {r}}_{1},\dots ,{\boldsymbol {r}}_{N})=\left\{\sum _{i=1}^{N}\phi _{1}({\boldsymbol {r}}_{i})\right\}+\left\{\sum _{i<j}\phi _{2}({\boldsymbol {r}}_{i},{\boldsymbol {r}}_{j})\right\}}
と書き表すことができる。ここで Φ は系の位置エネルギー、φ1 は 1 体のポテンシャル、φ2 は 2 体のポテンシャルであり、ri は i 番目の粒子の位置を表す。
力学において定義されるこれらのエネルギーの総和は、熱力学における定義と対比して、しばしば力学的エネルギーと呼ばれる。
力学的エネルギーの変化量が、系が外界に対してなした仕事に等しい場合、「力学的エネルギーは保存している」と言い、これを力学的エネルギー保存則と呼ぶ。力学的エネルギーが保存しない系は、たとえば粒子に対して摩擦力が働く系や粒子が非弾性衝突をする系である。還元主義の立場では、このエネルギーの損失は、粒子やそれが運動する媒質などの内部自由度を記述し切れていないことに起因すると考えられている。

## 相対性理論
アインシュタインによる相対性理論において、物体が持つ運動エネルギーは下の式である。
{\displaystyle K={\sqrt {m^{2}c^{4}+\left|{\boldsymbol {p}}\right|^{2}c^{2}}}={\frac {mc^{2}}{\sqrt {1-{\frac {\left|{\boldsymbol {v}}\right|^{2}}{c^{2}}}}}}}

## 量子力学
量子力学において、物理量や可観測量は通常の実数を用いては必ずしも表現できず、演算子を用いて表現される。系の力学的なエネルギーは、古典論における解析力学と同様に系全体のハミルトニアンによって表されるが、量子力学ではハミルトニアンは状態ベクトルに作用する演算子となる。測定によって得られる値は、そのハミルトニアンの固有状態に対応した固有値として与えられる。ある系について、エネルギーを測定できる限りにおいて、エネルギー固有値は実数に限られるため、系全体のハミルトニアンはエルミート演算子でなければならない。
非相対論的な量子力学では、正準交換関係を通じて運動量を演算子に置き換えることで、運動エネルギーは、
{\displaystyle K({\boldsymbol {p}})\to {\hat {K}}({\hat {\boldsymbol {p}}})={\frac {{\hat {\boldsymbol {p}}}^{2}\!\!}{2m}}}
と定義される。ここで  は運動エネルギー演算子、 は運動量演算子である。運動エネルギーを表す文字としてはしばしば K や T が用いられる。
位置エネルギーも同様に位置演算子の関数に置き換えられる。
{\displaystyle V({\boldsymbol {r}})\to {\hat {V}}({\hat {\boldsymbol {r}}}).}
ここで V,   は位置エネルギーおよび位置エネルギー演算子、r,  は粒子の位置および位置演算子である。
1 粒子系のハミルトニアン  は運動エネルギーと位置エネルギーの和として与えられる。
{\displaystyle {\hat {H}}({\hat {\boldsymbol {p}}},{\hat {\boldsymbol {r}}})={\hat {K}}({\hat {\boldsymbol {p}}})+{\hat {V}}({\hat {\boldsymbol {r}}})={\frac {{\hat {\boldsymbol {p}}}^{2}\!\!}{2m}}+{\hat {V}}({\hat {\boldsymbol {r}}}).}
量子力学においては、古典力学とは異なり、定常状態でとり得るエネルギー固有値 E は非負でなければならず、固有値は必ずしも連続的ではなくなる。エネルギーの値がこのように離散的になることの効果が、特に低温での熱的な性質に顕著に現れる。

## 電磁気学
電磁気学において、電磁場のエネルギーは、現象論的なマクスウェルの方程式から
{\displaystyle U(t)=\int _{V}{\frac {1}{2}}\left({\boldsymbol {E}}({\boldsymbol {r}},t)\cdot {\boldsymbol {D}}({\boldsymbol {r}},t)+{\boldsymbol {H}}({\boldsymbol {r}},t)\cdot {\boldsymbol {B}}({\boldsymbol {r}},t)\right)\mathrm {d} ^{3}{\boldsymbol {r}}}
と与えられる。ここで E は電場、D は電束密度、H は磁場、B は磁束密度である。また、· はベクトルの内積、V は空間全体およびその体積を表す。特に、真空中では電束密度 D および磁場 H はそれぞれ電場 E と磁束密度 B で置き換えられ、国際単位系を用いれば、真空中の誘電率 ε0 および真空中の透磁率 μ0 を用いて、
{\displaystyle U(t)=\int _{V}{\frac {1}{2}}\left(\varepsilon _{0}{\boldsymbol {E}}^{2}({\boldsymbol {r}},t)+{\frac {1}{\mu _{0}}}{\boldsymbol {B}}^{2}({\boldsymbol {r}},t)\right)\mathrm {d} ^{3}{\boldsymbol {r}}}
と表すことができる。また、被積分関数である、電場と電束密度の内積 E · D、および磁場と磁束密度の内積 H · B の和は、電磁場のエネルギー密度を与える。
{\displaystyle u({\boldsymbol {r}},t)={\frac {1}{2}}\left({\boldsymbol {E}}({\boldsymbol {r}},t)\cdot {\boldsymbol {D}}({\boldsymbol {r}},t)+{\boldsymbol {H}}({\boldsymbol {r}},t)\cdot {\boldsymbol {B}}({\boldsymbol {r}},t)\right).}
真空中のエネルギー密度は、
{\displaystyle u({\boldsymbol {r}},t)={\frac {1}{2}}\left(\varepsilon _{0}{\boldsymbol {E}}^{2}({\boldsymbol {r}},t)+{\frac {1}{\mu _{0}}}{\boldsymbol {B}}^{2}({\boldsymbol {r}},t)\right).}
である。すなわち、電磁場のエネルギー密度は電磁場の大きさの二乗に比例する。
ある空間における電磁場のエネルギーについて、その時間的変化は電場が電荷に対してなす力学的な仕事と、電磁波として運ばれるものに分けられる。前者の電荷に対する電磁場がなす仕事やそれによって生じる熱はジュール熱と呼ばれる。
{\displaystyle -{\frac {\mathrm {d} }{\mathrm {d} t}}\int _{V}u({\boldsymbol {r}},t)\mathrm {d} ^{3}{\boldsymbol {r}}=\int _{V}{\boldsymbol {E}}({\boldsymbol {r}},t)\cdot {\boldsymbol {j}}({\boldsymbol {r}},t)\mathrm {d} ^{3}{\boldsymbol {r}}+\int _{A}\left({\boldsymbol {E}}({\boldsymbol {r}}_{A},t)\times {\boldsymbol {H}}({\boldsymbol {r}}_{A},t)\right)\cdot {\boldsymbol {n}}({\boldsymbol {r}}_{A})\mathrm {d} A.}
ここで j は電流密度、A は領域 V の表面およびその面積を表す。また、rA は表面 A 上の点を、n は表面に垂直で領域の外を向いた単位ベクトルを表している。右辺の第 1 項がジュール熱、つまり電磁場と電荷の相互作用によるエネルギーの移動を表し、第 2 項が電磁場の変形によって外部へ流出するエネルギーの流量を表している。第 2 項の被積分関数はポインティング・ベクトルとして次のように定義される。
{\displaystyle {\boldsymbol {S}}({\boldsymbol {r}},t)={\boldsymbol {E}}({\boldsymbol {r}},t)\times {\boldsymbol {H}}({\boldsymbol {r}},t).}

## 種類・分類
上の複数の節において、運動エネルギー、位置エネルギー、電磁場のエネルギーなど、物理学で扱うエネルギー概念を挙げた。
そのような物理学的で厳密な分類もあるが、他方で、人々が慣習的に行う やや曖昧な分類もある。熱機関と熱浴との温度の差を利用して取り出されるエネルギーは、ときに熱エネルギーと呼ばれる。また化学ポテンシャルの差を利用して取り出されるエネルギーは化学エネルギーと呼ばれる。他にも、電流によって運ばれるエネルギーは電気エネルギー、電磁波の持つエネルギーや電磁波によって得られるエネルギーは光エネルギー、原子核分裂や原子核融合などの原子核反応によって生じるエネルギーは原子エネルギーなどと呼ばれることがある。これらの呼称は慣習的なもので、物理学とも異なる何らかの視点で分類されたもので、必ずしも厳格に用いられているわけではなく、また一般に通用する厳密な定義も存在しない。
- 力学的エネルギー（機械的エネルギー）
  - 運動エネルギー
  - 位置エネルギー（ポテンシャルエネルギー）
    - 重力ポテンシャル（重力による位置エネルギー）
    - 弾性エネルギー
- 化学エネルギー
  - イオン化エネルギー
- 原子核エネルギー
- 熱エネルギー
- 光エネルギー
- 電気エネルギー
- 静止エネルギー
- 音エネルギー
- ダークエネルギー

## 資源としてのエネルギー
「エネルギー」はエネルギー資源を指していることもある。産業・運輸・消費生活などに必要な動力の源のことをエネルギー資源と呼んでいる。

### エネルギー資源の歴史
人類が最初に利用したエネルギー源は火である。メソポタミア文明の時代にはすでに水のエネルギー（水力）を利用するために水車が作られており、また風のエネルギーを使用する帆船も移動手段として古代から存在していた。やがて風車が作られることで、移動以外の動力にも風が利用できるようになった。18世紀までは主要なエネルギー源はこういった自然のエネルギーのほか、薪、炭、鯨油などといったものが主であったが、18世紀に入るとイギリスで石炭の利用法の改良が行われ、次いで1765年、ジェームズ・ワットが蒸気機関の改良を行った。これは人類の利用できるエネルギーに革新をもたらし、産業革命の原動力となった。その後、電気エネルギーの実用化が始まり、20世紀に入ると石炭に変わって石油が主に用いられるようになり、また核燃料を利用する原子力エネルギーが実用化された。
2018年には世界のエネルギー消費量は138.6億トンに達し、石油が34％、石炭が27％、天然ガスが24％を占め、8割以上が化石燃料由来のエネルギーとなっている。
エネルギー消費の構成が急激に大きく変化すること、特に第二次世界大戦後の石炭から石油への急激なエネルギー源の転換などを指して、エネルギー革命と言う。

### エネルギー資源の分類
エネルギーは「資源」の観点では、石炭や石油のように地球に埋蔵されていて使用すると減少する枯渇性エネルギーと、太陽光・水力・風力など主に太陽の放射エネルギーに基づくもので人間の時間尺度内では半永久的に減ることなく再生される再生可能エネルギーに分類される。
エネルギー資源はその利用形態による分類としては、自然界に存在する状態のままの1次エネルギー（石炭、原油、水力など）と、それを使用や取り扱いに便利なように変換した2次エネルギー（ガソリン、都市ガス、電力など）に分類される。

### 省エネ、創エネ、蓄エネ
「省エネ」とはエネルギーの無駄を省いて効率的に使うこと、「創エネ」とは、主として電気を自ら創ること（自家発電すること）、「蓄エネ」とはエネルギーを蓄えること、の総称である。

## 換算表
|      | toe （石油換算トン） | tce （石炭換算トン） | MBtu             | Gcal   | MWh    | GJ     |
| ---- | -------------------- | -------------------- | ---------------- | ------ | ------ | ------ |
| toe  | 1                    | 0.7                  | 0.0252           | 0.0999 | 0.0860 | 0.0239 |
| tce  | 1.428 6              | 1                    | 0.0360           | 0.1428 | 0.1228 | 0.0341 |
| MBtu | 39.683               | 27.778               | 1                | 0.2778 | 0.0239 | 0.9478 |
| Gcal | 10.007               | 7.0049               | 0.2522           | 1      | 0.8604 | 0.2390 |
| MWh  | 11.630               | 8.1410               | 0.2931           | 1.1622 | 1      | 0.2778 |
| GJ   | 41.868               | 29.307 6             | 1.055 055 852 62 | 4.184  | 3.6    | 1      |